# Sant Pere de la Força
Sant Pere de la Força, o Sant Piri, o del Roc, és la Capella de la Força de Tor, antic castell del poble de Tor, en el terme municipal d'Alins, a la comarca del Pallars Sobirà.
Es troba damunt i al nord del poble, dalt de la roca que el domina per aquell costat, i que li dona nom. És a l'extrem d'un esperó de roca, al nord-oest del castell. Està separada de les restes del castell per un vall excavat a la roca.
Era una església romànica, de la qual es conserven força restes, sobretot el mur de ponent, que té fileres d'opus spicatum i l'arrencament d'un campanar d'espadanya de dos ulls, i restes dels altres murs perimetrals. La planta era rectangular, la capçalera de la qual només es podrà definir a partir de les necessàries excavacions arqueològiques en aquella zona del temple.
Era la primitiva església parroquial del poble de Tor, fins que el segle xv es traslladà el culte a l'església de Santa Maria, actualment Sant Pere de Tor, 